# Madeleine de Puisieux
Madeleine de Puisieux, née le 28 novembre 1720 à Paris, où elle est morte le 12 avril 1798, est une écrivaine et moraliste féministe française.

## Biographie
Madeleine d'Arsant est née à Paris en 1720. Orpheline de son père, et peu fortunée, elle bénéficie cependant d'une éducation à Port-Royal de Paris. Elle se marie en 1737.
Elle a écrit de nombreux romans et traités de morale. Amante de Diderot qu’elle avait rencontré en 1745, sa collaboration à quelques-uns de ses textes fit d’abord attribuer ses Conseils à une amie (1749) où elle traite de l’éducation et Les Caractères (1750) à ce dernier. De même, Diderot contesta la paternité du conte L'Oiseau blanc : conte bleu : il ne reconnaissait qu'avoir corrigé l'orthographe du texte de sa maîtresse. Le contraste de style avec Les Bijoux indiscrets va dans ce sens. Peut-être a -til été écrit en collaboration ?.
On attribue parfois à Madeleine de Puisieux, ou à son mari, le texte féministe intitulé La femme n'est pas inférieure à l'homme publié en 1750 et republié l'année suivante sous le titre Le Triomphe des dames. Mais d'autres auteurs envisagent plutôt qu'il ait été rédigé par Mary Wortley Montagu sous le titre de Woman Not Inferior to Man (1739) et que le texte français ne soit qu'une traduction. Philippe-Florent de Puisieux était en effet l'auteur de nombreuses traductions depuis l'anglais,.
Bien qu'encore mal connue, l'œuvre de Madeleine de Puisieux lui procure le soutien de Louis XV. En 1795, la Convention lui octroie une pension pour son Prospectus sur un ouvrage important.

## Œuvres
- Alzarac, ou La nécessité d'être inconstant, Cologne, Paris, Charpentier, 1762
- Conseils à une amie, par Madame de P***, [Paris] 1749 (en ligne)
- Les Caractères, Londres [Paris ?], s.n., 1750 (en ligne).
- Les Caractères, par Madame de Puisieux. Seconde partie, augmentée d'une table des matières, Londres [Paris], s.n., 1751 (en ligne)

Les Conseils et les deux volumes des Caractères furent réunis en 1755 en un seul volume paru à Londres (en ligne )
- Histoire de Mademoiselle de Terville, Amsterdam, Veuve Duchesne, 1768
- Le goût de bien des gens, ou, Recueil de contes,  tant en vers qu’en prose, Amsterdam, Changuion, 1769
- Le plaisir et la volupté : conte allégorique, Paphos, [s.n.], 1752
- L'éducation du marquis de *** ou Mémoires de la comtesse de Zurlac, Berlin, Fouché, 1753
- Mémoires d'un Homme de Bien, Paris, Delalain, 1768
- Réflexions et avis sur les défauts et les ridicules a la mode. Pour servir de suite aux conseils à une amie, Paris, Brunet, 1761
- Zamor et Almanzine, ou L'inutilité de l'esprit et du bon sens, Amsterdam, Hochereau l’aîné, 1755
- Prospectus sur un ouvrage important, De l'imprimerie de N. Fr. Valleyre jeune, rue Vieille-Bouclerie, à la Minerve, 1772, 35 pages.